# .wf
‎.wf‏ دامنه اینترنتی اختصاص داده شده به والیس و فوتونا است.